# Miss Izrael

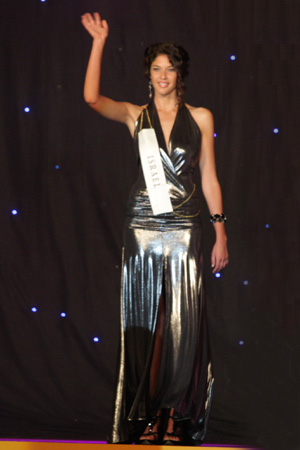
Tamar Ziskind, Miss Izrael 2008

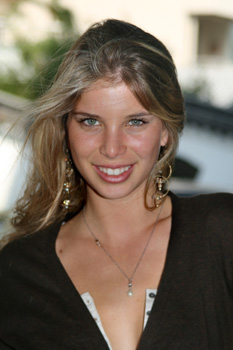
Liran Cohaner, Miss Izrael 2007

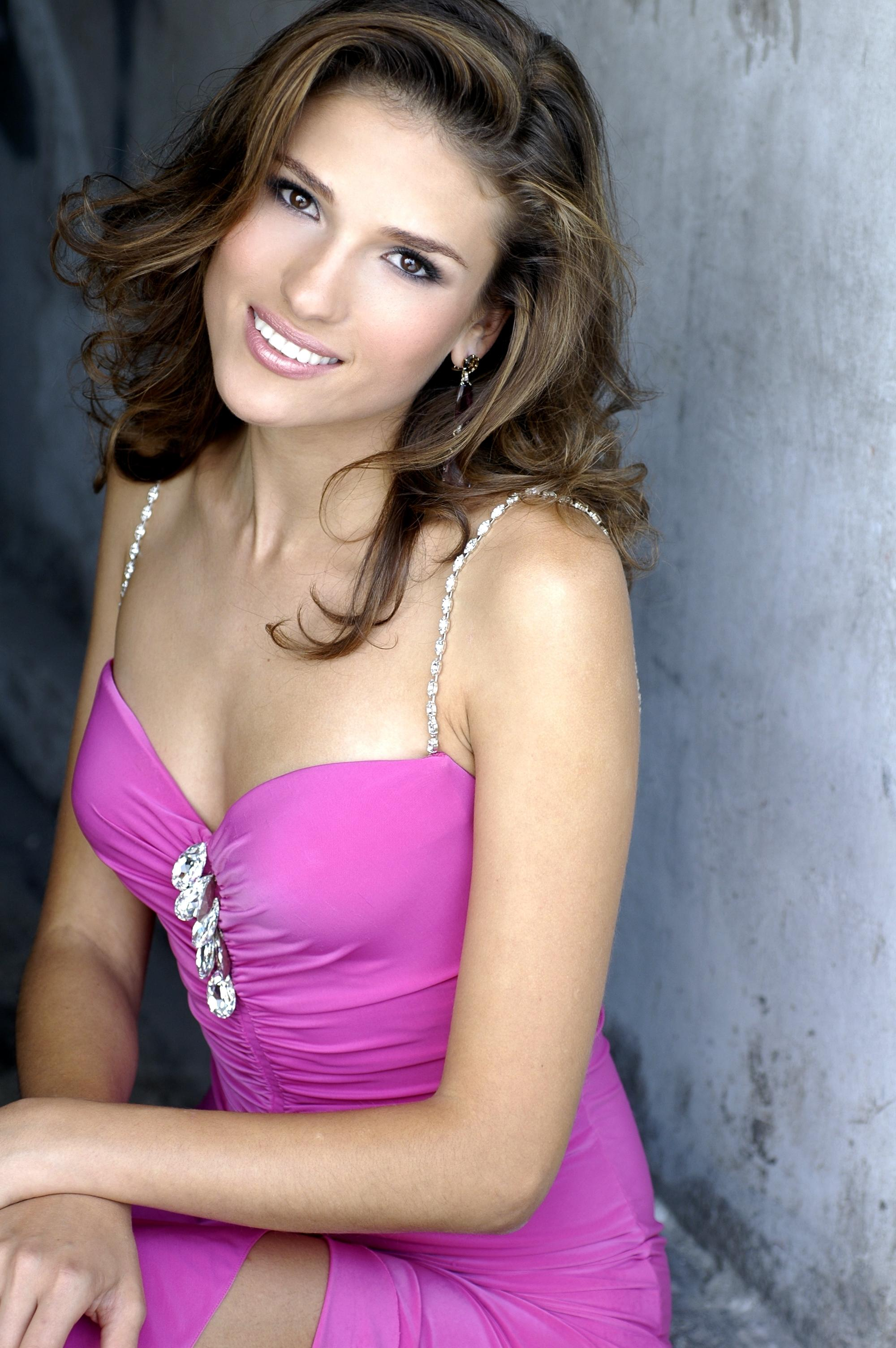
Jelena Ralph, Miss Izrael 2005

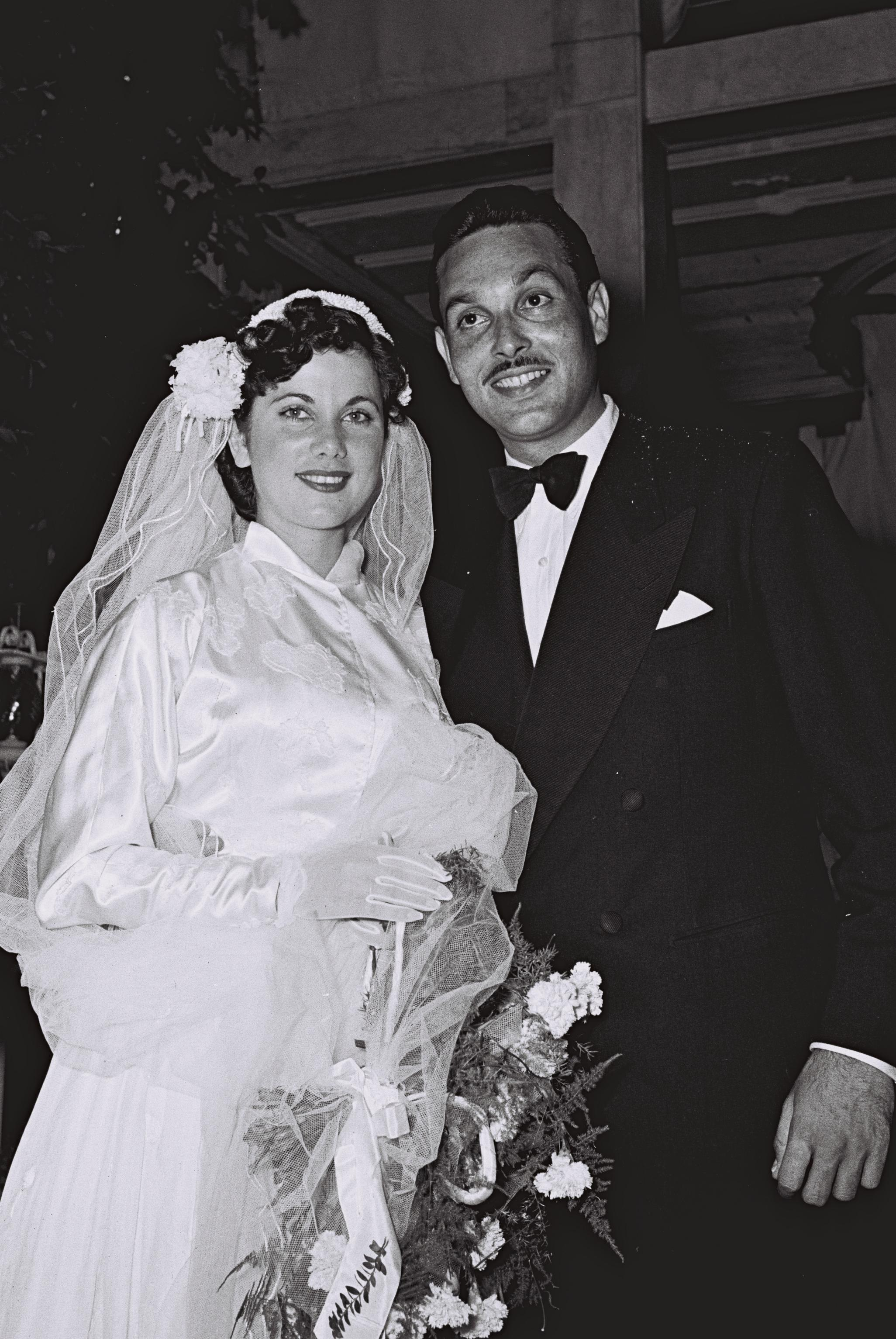
Michal Har'el, Miss Izrael 1951

Miss Izrael (hebrejsky: מלכת היופי, Malkat ha-Jofi, doslova „královna krásy“) je každoroční soutěž krásy pro svobodné izraelské dívky, která se v Izraeli koná od roku 1950. Soutěž od jejího vzniku pořádá dámský týdeník La'Iša. Od roku 1993 je soutěž Miss Izrael vysílána na televizním programu Kanál 2. Vítězka získává automobil a smlouvu s izraelskou modelingovou agenturou Look.
Vítězka reprezentuje Izrael v soutěži Miss Universe a v soutěžích Miss World, Miss International a Miss Europe. 
V roce 2022 byla soutěž zrušena.

## Historie
Na konci 20. let 20. století se v Tel Avivu konala soutěž krásy královny Ester, která se soustředila na svátek Purim. První Miss Israel se konala v roce 1950, dva roky po vzniku Izraele. V prvních letech soutěže se směly dívky účastnit i vícekrát. Směly se rovněž účastnit vdané ženy, které ale v případě výhry nesměly Izrael reprezentovat na mezinárodních soutěžích krásy. První izraelská miss byla vdaná a měla dokonce dítě.
V Izraeli existují i další soutěže krásy. Druhá soutěž, která byla založena v roce 1960, se jmenuje „Na'arat Jisra'el“ a její vítězky reprezentují Izrael na soutěži Miss World. Třetí soutěž, která vznikla v roce 1963, se jmenuje „Malkat Hachen“ a její vítězky reprezentují Izrael na soutěži Miss International.

## Pravidla
Soutěžící musí být vysoké 165 cm, nebo vyšší. Nesmí být vdané, ani mít děti.

## Seznam
Mnoho dívek si před účastní v soutěži hebraizovalo svá příjmení. Původní příjmení jsou uvedena v závorce. Některé z dívek na mezinárodních soutěžích volily použití svého původního příjmení.
| rok  | jméno                               | rok narození | místo narození         | bydliště                  | poznámky                                          |
| ---- | ----------------------------------- | ------------ | ---------------------- | ------------------------- | ------------------------------------------------- |
| 1950 | Miriam Jaron [Jaross]               | 1929         | Německo                | Brazílie                  |                                                   |
| 1951 | Michal Har'el [Harrison]            | 1931         | Jeruzalém              | Herzlija, Izrael          | Pozdější manželka Jicchaka Moda'ie                |
| 1952 | Ora Vered [Gamily]                  | 1934         | Jemen                  |                           |                                                   |
| 1953 | Chavacelet Dror [Drilman]           | 1934         | Rakousko               | Izrael                    | první příslušnice armády                          |
| 1954 | Aviva Pe'er [Perlmann]              | 1935         | Rumunsko               | Brazílie                  |                                                   |
| 1955 | Ilana Karmel [Lily Perzhensky]      | 1935         | Čína                   | Izrael                    |                                                   |
| 1956 | Sara Tal [Binštok]                  | 1936         | Izrael                 | New York                  |                                                   |
| 1957 | Atara [Korina] Barzilay             | 1939         | Rumunsko               | Izrael                    |                                                   |
| 1958 | Miriam Chadar                       | 1935         | Jeruzalém              | New York                  | nejstarší vítězka (23 let)                        |
| 1959 | Rina Jicchakov [Izakov]             | 1940         | Tel Aviv               | New York                  |                                                   |
| 1960 | Aliza Gur [Gross]                   | 1940         | Haifa                  | Los Angeles               |                                                   |
| 1961 | Dalia Lion                          | 1943         | Haifa                  | Lucembursko               |                                                   |
| 1962 | Jehudit Mazor [Mizrachi]            | 1943         | Tel Aviv               | New York                  |                                                   |
| 1963 | Ester Kfir                          | 1944         | Čína                   | Tel Aviv                  |                                                   |
| 1964 | Ronit Rinat [Rechtman]              | 1946         | Haifa                  | Los Angeles               |                                                   |
| 1965 | Aliza Sadeh [Panfil]                | 1946         | Tel Aviv               | New York                  |                                                   |
| 1966 | Aviva Jisra'eli [Vivian Del Bianco] | 1947         | Itálie                 | Los Angeles               |                                                   |
| 1967 | Batia Kabiri                        | 1948         | Izrael                 | Izrael                    |                                                   |
| 1968 | Miri Zamir                          | 1950         | Haifa                  | Tel Aviv                  |                                                   |
| 1969 | Chava Levy                          | 1951         | Haifa                  | Izrael                    |                                                   |
| 1970 | Mošit Ciporin                       | 1949         | Ramat Gan, Izrael      | Netanja, Izrael           |                                                   |
| 1971 | Eti [Ester] Orgad                   | 1953         | Ejlat, Izrael          | Jihoafrická republika     |                                                   |
| 1972 | Ilana Goren                         | 1953         | Kirjat Mockin, Izrael  | New York                  |                                                   |
| 1973 | Limor Šarir [Schraibman]            | 1954         | Tel Aviv               | Tel Aviv                  |                                                   |
| 1974 | Edna Levy                           | 1955         | Aškelon, Izrael        | Rišon le-Cijon, Izrael    |                                                   |
| 1975 | Orit Cooper                         | 1956         | Jeruzalém              | Izrael                    |                                                   |
| 1976 | Rina Mor [Messinger]                | 1957         | Kirjat Tivon, Izrael   | Nizozemsko                | v roce 1976 vyhrála Miss Universe                 |
| 1977 | Zehava Vardi                        | 1956         | Kirjat Bialik, Izrael  | Kirjat Bialik             |                                                   |
| 1978 | Dorit Jellinek                      | 1958         | Haifa                  | Izrael                    |                                                   |
| 1979 | Vered Polgar                        | 1962         | Haifa                  | Micpa, Izrael             |                                                   |
| 1980 | Ilana Šušan                         | 1961         | Kfar Saba, Izrael      | Los Angeles               |                                                   |
| 1981 | Dana [Daniela] Wexler               | 1964         | Givatajim, Izrael      | Izrael                    | nejmladší vítězka (16 let a 9 měsíců)             |
| 1982 | Debby [Deborah] Hess                | 1963         | Spojené státy americké | Izrael                    |                                                   |
| 1983 | Šim'ona Hollander                   | 1965         | Tel Aviv               | Tel Aviv                  |                                                   |
| 1984 | Sapir Koffmann                      | 1965         | Petach Tikva, Izrael   | Izrael                    |                                                   |
| 1985 | Hilla Kelmann                       | 1966         | Cholón, Izrael         | Jeruzalém                 |                                                   |
| 1986 | Nilly Drucker                       | 1968         | Beerševa, Izrael       | Tel Aviv                  |                                                   |
| 1987 | Jamit Noj                           | 1969         | Rišon le-Cijon, Izrael | mošav na Šaronské planině |                                                   |
| 1988 | Shirley Ben Mordechaj               | 1971         | Tel Aviv               | Izrael                    |                                                   |
| 1989 | Nicole Halperin                     | 1970         | Spojené státy americké | Izrael                    |                                                   |
| 1990 | Yvonna Krugliak                     | 1971         | Lotyšsko               | Izrael                    |                                                   |
| 1991 | Miri Goldfarb                       | 1970         | Hod ha-Šaron, Izrael   |                           |                                                   |
| 1992 | Ravit Asaf                          | 1974         | Beer Sheva, Israel     | Izrael                    |                                                   |
| 1993 | Jana Chodirker                      | 1973         | Ukrajina               | Izrael                    |                                                   |
| 1994 | Ravit Jarkoni                       | 1973         | Givatajim, Izrael      | Izrael                    |                                                   |
| 1995 | Jana Kalmann                        | 1975         | Sibiř                  | Izrael                    |                                                   |
| 1996 | Taly [Talia] Lewenthal              | 1978         | Haifa                  | Izrael                    |                                                   |
| 1997 | Mirit Greenberg                     | 1979         | Beerševa, Izrael       | Izrael                    |                                                   |
| 1998 | Linor Abargil                       | 1980         | Netanja                | Tel Aviv                  | v roce 1998 vyhrála Miss World                    |
| 1999 | Rana Raslan                         | 1977         | Haifa                  | Haifa                     | první izraelská Arabka, která vyhrála Miss Izrael |
| 2000 | Nirit Bakši                         | 1982         | Beerševa               | Izrael                    |                                                   |
| 2001 | Ilanit Levy                         | 1982         | Haifa                  | Rechovot, Izrael          |                                                   |
| 2002 | Jamit Har-Noy                       | 1982         | Oranit, Izrael         | Izrael                    |                                                   |
| 2003 | Sivan Klein                         | 1984         | Jeruzalém              | Tel Aviv                  |                                                   |
| 2004 | Gal Gadotová                        | 1985         | Roš ha-Ajin, Izrael    | Tel Aviv                  |                                                   |
| 2005 | Jelena Ralph                        | 1985         | Ukrajina               | Ramat Gan, Izrael         |                                                   |
| 2006 | Ja'el Nizri                         | 1988         | Kirjat Šmona, Izrael   | Kirjat Šmona              |                                                   |
| 2007 | Liran Cohaner                       | 1989         | Rišon le-Cijon, Izrael | Rišon le-Cijon            |                                                   |
| 2008 | Tamar Ziskind                       | 1986         | Haifa                  | Haifa                     |                                                   |
| 2009 | Adi Rodnitzki                       | 1989         | Izrael                 | Tel Aviv                  |                                                   |
| 2010 | Shavit Wiesel                       | 1990         | Izrael                 | Kibbutz Be'eri, Izrael    |                                                   |
| 2011 | Ella Ran                            | 1989         | Izrael                 | Herzlija, Izrael          |                                                   |
| 2012 | Shani Hazan                         | 1992         | Izrael                 | Kirjat Ata, Izrael        |                                                   |
| 2013 | Yityish Titi Aynaw                  | 1991         | Etiopie                | Netanja, Izrael           |                                                   |
| 2014 | Mor Maman                           | 1995         | Izrael                 | Beer Ševa, Izrael         |                                                   |
| 2015 | Maayan Keren                        | 1997         | Izrael                 | Ašdod, Izrael             |                                                   |
| 2016 | Karin Alia                          | 1998         | Izrael                 | Kirjat Gat, Izrael        |                                                   |
| 2017 | Rotem Rabi                          | 1995         | Izrael                 | Tel Aviv, Izrael          |                                                   |
| 2018 | Nikol Reznikov                      | 1999         | Izrael                 | Afula, Izrael             |                                                   |
| 2019 | Sella Sharlin                       | 1996         | Boston, USA            | Herzlija, Izrael          |                                                   |
| 2020 | Tehila Levi                         | 2001         | Izrael                 | Javne, Izrael             |                                                   |
| 2021 | Noa Cochva                          | 1999         | Izrael                 | Jehud, Izrael             |                                                   |